# Manoël Willems
Manoël Willems is een Belgisch golfprofessional.

## Levensloop
Manoël Willems liep al op zeer jonge leeftijd met zijn grootvader Freddy Willems mee op de Limburg Golf & Country Club in Houthalen en toen hij acht jaar was sloeg hij zijn eerste golfballen. 
In 2006 won hij de Belgische Order of Merit.
In 2007 maakte hij deel uit van het Belgische team dat in de Interland Holland - België op de Royal Golf Club des Fagnes in Spa het Nederlandse team met 6½ - 2½ versloeg. Hij speelde de foursomes met Laurent Richard, zij versloegen John Boerdonk en Hiddo Uhlenbeck op de laatste hole. Bij de singles won Willems met 4&2 van Robin Swane.
Manöel Willems is professional op LGCC (Limburg Golf & Country Club) in Houthalen. Verder speelt hij op de Belgische Mercedez-Benz Pro Tour.